# Knudåge Riisager
Knudåge Riisager (født 6. marts 1897 i Kunda (nuværende Estland), død 26. december 1974 på Frederiksberg) var en dansk komponist.
Knudåge Riisager blev født af danske forældre i guvernementet Estland (dengang en del af Det Russiske Kejserrige), hans far var ingeniør Emil Riisager, og familien vendte tilbage til Danmark i 1900, da Knudåge var tre år.
Han blev cand.polit. ved Københavns Universitet i 1921 og studerede samtidig komposition og musikteori hos Otto Malling og Peder Gram samt violin hos Peder Møller. I mange år havde han to sideløbende karrierer som kontorchef i centraladministrationen frem til 1950 (fra 1939 i Finansministeriet) og som komponist.
Efter studierne i København drog han i 1921-23 til Paris for at fortsætte kompositionsstudierne hos Albert Roussel og Paul le Flem, og i 1932 studerede han i Leipzig hos Hermann Grabner. Under opholdet i Paris stiftede han bekendtskab med gruppen Les Six, fransk neoklassicisme og med Stravinskijs musik. 
Formentlig var disse studier i udlandet medvirkende til, at Riisager anses for den mest internationalt orienterede danske komponist i sin generation. 
Knudåge Riisagers internationale berømmelse skyldes hovedsageligt hans balletmusik først og fremmest i samarbejdet med Harald Lander. Det første værk, han komponerede til Det Kongelige Teater, var musikken til balletten Benzin af Storm P. med iscenesættelse af Elna Ørnberg i 1930.
Riisager skrev melodien til Danmarks Frihedssang (En Vinter lang og mørk og haard) i februar 1945.
Teksten til sangen blev skrevet af Sven Møller Kristensen.
Knudåge Riisager var tillige en flittig kulturskribent: hans bibliografi omfatter nærved 400 titler spredt over seks årtier. I 1956-67 var han direktør for Det Kongelige Danske Musikkonservatorium.
Hans kompositioner opbevares i Musik- og Teaterafdelingen på Det Kongelige Bibliotek.
Han var Kommandør af 1. grad af Dannebrogordenen og er begravet på Tibirke kirkegård.

## Værker
- Balletmusik
  - Benzin op. 17 (1930)
  - Cocktails-Party op. 19 (1930) (ikke opført)
  - Darduse op. 32 (1935/36)
  - Tolv med Posten op. 37 (1942)
  - Slaraffenland op. 33 (1936-40)
  - Qarrtsiluni op. 36 (1938-42)
  - Fugl Fønix (1944/45)
  - Etudes (1947)
  - Månerenen op. 57 (1956)
  - Fruen fra havet op. 59 (1959)
  - Galla-Variationer (1966)
  - Ballet Royal (1967)
  - Svinedrengen (1968)
- Skuespilmusik
  - Niels Ebbesen (1945)
- Opera
  - Susanne op. 49 (1948)
- Orkestermusik
  - Erasmus Montanus op. 1 (1920)
  - Suite dionysiaque op. 6
  - Symfoni no. 1 op. 8 (1925)
  - Variationer over et tema af Mezangeau op. 12 (1926)
  - Symfoni no. 2 op. 14 (1927)
  - Fastelavn op. 20 (1929/30)
  - Concerto for trompet og strygere
- Revymusik
  - Paa Hodet, første PH-revy, musik til finalen (1929)
- Andet
  - Danmarks Frihedssang (En Vinter lang og mørk og haard) (offentliggjort i Frit Danmark, marts 1945)
  - Se dig for, børnesang i De små synger